# Antocha (Antocha) mysorensis
Antocha (Antocha) mysorensis is een tweevleugelige uit de familie steltmuggen (Limoniidae). De soort komt voor in het Oriëntaals gebied.